# ATLAS transzformációs nyelv

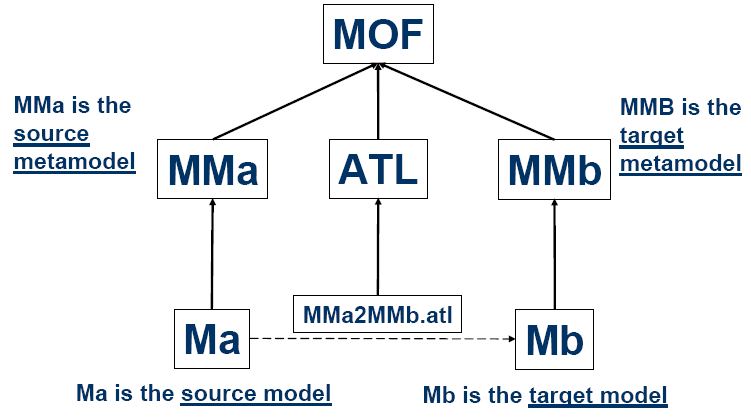
ATL működési kontextus

Az ATL (ATLAS transzformációs nyelv) egy olyan modelltranszformációs nyelv és eszköztár, amelyet az OBEO és az AtlanMod fejleszt. Az ATL-t eredetileg az AtlanMod csapat (régebbi nevén ATLAS csoport) hozta létre. A modellvezérelt fejlesztésben (MDE) az ATL lehetővé teszi, hogy különböző forrásmodellekből tetszőleges számú céltartománybeli modellt állítsunk elő.
Az Eclipse Public License alatt kiadott ATL egy, az Eclipse Modeling Project-en (EMP-n) belüli M2M (Eclipse) összetevő.

## Áttekintés
Az ATL egy modelltranszformációs nyelv (MTL), melyet az OBEO és az INRIA fejlesztett ki a QVT ajánlatkérésre válaszul. A QVT az Object Management Group szabványa modelltranszformációk végrehajtására, amely szintaktikai vagy szemantikai fordításra is alkalmas. Az ATL egy modelltranszformációs virtuális gépre alapozva működik.
Az ATL-t az ATLAS INRIA & LINA kutatócsoport fejlesztette ki, válaszul az OMG MOF/QVT ajánlatkérésére. Olyan modelltranszformációs nyelv, amelynek létezik metamodellezett és szöveges leírása is. Az ATL ötvözi a deklaratív és az imperatív programozási stílust. Az ATL ötvözi a deklaratív és az imperatív elemeket, de alapvetően a deklaratív stílust javasolják, mert ezzel az egyszerű átalakításokat is egyszerűen lehet megfogalmazni. Mindazonáltal imperatív szerkezetek is elérhetők, annak érdekében, hogy bizonyos, deklaratívan nehezen kezelhető megfeleltetések mégis megadhatók legyenek. Egy ATL transzformációs program olyan szabályokból épül fel, melyek definiálják, miként kell a forrásmodell-elemeket illeszteni és bejárni a célmodell-elemek létrehozása és kezdőértékkel való ellátása (inicializálása) érdekében.

## Architektúra
Az ATL futtatásához egy olyan virtuális gépet fejlesztettek, amelyet kifejezetten modelltranszformációk végrehajtására terveztek, és amely megőrzi a rugalmasságot a nyelv használata során. Az ATL végrehajthatóságát az teszi lehetővé, hogy a metamodellekből a virtuális gép számára értelmezhető bájtkódot generálnak. Az ATL bővítése emiatt főként abban áll, hogy az új nyelvi elemek működését, végrehajtási logikáját egyszerű utasítások – például modellelemek létrehozása vagy tulajdonságok beállítása – segítségével definiáljuk.

## Példa

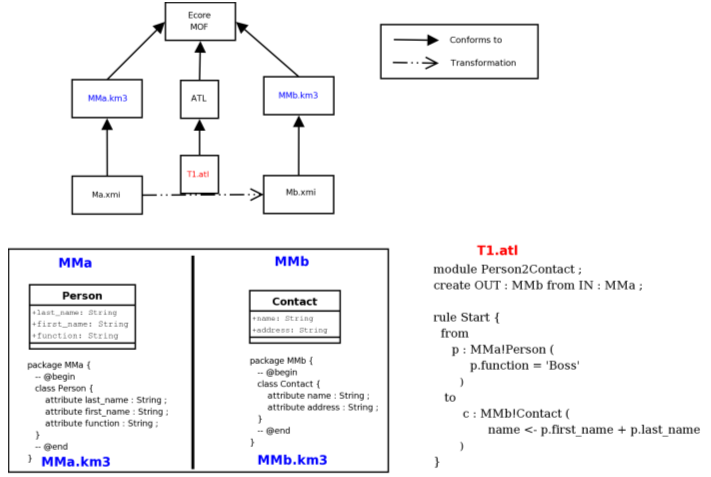

Egy ATL program  (T1.atl) nevű  az Ma.xmi modellt használja bemenetként, és az Mb.xmi modellt hozza létre kimenetként. Mindkét modell az OMG által meghatározott XMI szabvány formátumában lehet megadva. Az Ma modell az MMa.km3 jelű metamodellnek felel meg, míg az Mb modell az MMb.km3 metamodellhez igazodik. A KM3 egy egyszerű és semleges jelölésrendszer metamodellek leírására.
Az ATL program (T1.atl) maga is modellnek számít, tehát megfelel egy metamodelnek (az ATL metamodelnek), amelyet itt nem részletezünk.
Egy ATL program három fő részből épül fel: fejlécből, mellékhatás nélküli segédfüggvényekből (helper-ek), illetve szabályokból.

## Megvalósítások
Az ATL Eclipse Modeling Project (EMP) részeként nyílt forráskódú ATL fejlesztői eszközkészlet (plugin) érhető el. Ez az eszköz az ATL transzformációs nyelv megvalósítását tartalmazza, amelyet a MOF Query/View/Transformation (QVT) nyelv ihletett. Nagyméretű transzformációs könyvtár áll rendelkezésre. A MOF QVT egy modelltranszformációra specializálódott, tartományspecifikus nyelv. Képes kezelni az Ecore, EMOF, KM3 (metamodellek leírására szolgáló, specifikus tartományspecifikus nyelv) és hasonló szabványoknak megfelelő modelleket. Emellett az ATL futtatható MDR NetBeans platformon is.

## Fordítás
Ez a szócikk részben vagy egészben  az   ATLAS Transformation Language című angol Wikipédia-szócikk ezen változatának fordításán alapul.  Az eredeti cikk szerkesztőit annak laptörténete sorolja fel. Ez a jelzés csupán a megfogalmazás eredetét és a szerzői jogokat jelzi, nem szolgál a cikkben szereplő információk forrásmegjelöléseként.

## Felhasznált irodalom
- The MDA Manifesto available from the MDA Journal
- Model Driven Architecture: Applying MDA to Enterprise Computing, David S. Frankel, John Wiley & Sons, ISBN 0-471-31920-1, book
- On the Architectural Alignment of ATL and QVT. Frederic Jouault, Ivan Kurtev in: Proceedings of ACM Symposium on Applied Computing (SAC 06), Model Transformation Track, Dijon, Bourgogne, France, (April 2006), pdf paper.

## További olvasmányok
- Bohlen, M: QVT and multi metamodel transformation in MDA. Webpublished
- Wagelaar, D: MDE Case Study: Using Model Transformations for UML and DSLs. Webpublished
- Czarnecki, K, and Helsen, S : Classification of Model Transformation Approaches. In: Proceedings of the OOPSLA'03 Workshop on the Generative Techniques in the Context Of Model-Driven Architecture. Anaheim (CA, USA). Webpublished
- ModelBaset.net. MDA Tools
- SoftwareMag.com. MDA Tools. Webpublished

### Cikkek
- Model-Driven Architecture: Vision, Standards And Emerging Technologies at OMG.org
- An Introduction to Model Driven Architecture at IBM.com
- From Object Composition to Model Transformation with the MDA at OMG.org
- Jouault, F and Kurtev, I: On the Architectural Alignment of ATL and QVT. In: Proceedings of ACM Symposium on Applied Computing (SAC 06), Model Transformation Track. Dijon (Bourgogne, FRA), April 2006. Webpublished

### ATL Atlas modelltranszformációs nyelv
- Eclipse/M2M newsgroup: ATL discussion group.
- Jouault, F and Kurtev, I:On the Architectural Alignment of ATL and QVT. In: Proceedings of ACM Symposium on Applied Computing (SAC 06), Model Transformation Track. Dijon (Bourgogne, FRA), April 2006. Webpublished
- Eclipse :  M2M/ATL is part of the new Top Level Modeling Project

### UMT UML modell transzformációs eszköz
- Grønmo, R, and Oldevik, J : An Empirical Study of the UML Model Transformation Tool (UMT). In: INTEROP-ESA'05, Feb. 2005. Webpublished

### Kapcsolódó modellvezérelt fejlesztési megközelítések
- Voelter, M: Model Driven Software Development. Webpublished
- Portal site MDA and Model Transformation: